# Émerson Luiz Firmino
Émerson Luiz Firmino (Campinas, 28 luglio 1973) è un ex calciatore brasiliano, di ruolo attaccante.

## Palmarès

### Club

#### Competizioni nazionali
- Coppa del Brasile: 1

Grêmio: 1997
- Qatar Stars League: 1

Qatar SC: 2002-2003

#### Competizioni internazionali
- Coppa delle Coppe dell'AFC: 1

Shonan Bellmare: 1995
- Coppa Piano Karl Rappan: 1

Amburgo: 1994